# Polatycze
Polatycze – wieś w Polsce położona w województwie lubelskim, w powiecie bialskim, w gminie Terespol.
Wieś ekonomii brzeskiej w drugiej połowie XVII wieku. Wieś królewska położona była w końcu XVIII wieku w powiecie brzeskolitewskim województwa brzeskolitewskiego. W latach 1975–1998 miejscowość administracyjnie należała do województwa bialskopodlaskiego. 
Wieś jest sołectwem w gminie Terespol. Według Narodowego Spisu Powszechnego z roku 2011 wieś liczyła 160 mieszkańców i była dwunastą co do wielkości miejscowością gminy.
Wierni Kościoła rzymskokatolickiego należą do parafii Świętej Trójcy w Terespolu.